# Leiria
Leiria este un oraș în Portugalia.